# Bildstock Marienkloster

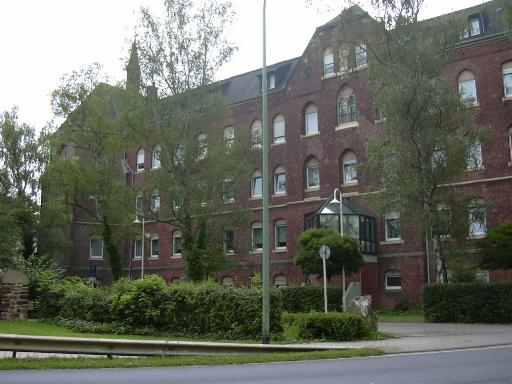
Der Bildstock steht am linken Bildrand

Der Bildstock Marienkloster ist ein etwa zwei Meter hoher Bildstock vor dem Marienkloster und Altenheim im Stadtteil Niederau der nordrhein-westfälischen Stadt Düren in Deutschland.
Das mit Werkstein eingefasste Bauwerk hat einen halbrunden Abschluss mit Stifterinschrift und datiert demnach aus dem Jahr 1767. Es ist unter der Nr. 2/005 in die Denkmalliste der Stadt Düren eingetragen.